# Perjiva hunanensis
Perjiva hunanensis är en stekelart som beskrevs av He och Chen 1992. Perjiva hunanensis ingår i släktet Perjiva och familjen brokparasitsteklar. Inga underarter finns listade i Catalogue of Life.